# Szily János (plébános)
Szily János (Pápa, 1730 után – Esztergom-Királyváros, 1800. január 18.) bölcseleti mester, katolikus plébános.

## Élete
Pápai nemes származású. A teológiát, mint a nagyszombati papnevelő-intézet növendéke végezte. 1760-ben felszentelték. Segédlelkész volt Pápán, 1762. március 16-tól Pesten. 1764. január 13-án plébános lett Fülekpüspökin, 1765-ben Karancsságon, 1772. április 3-án Felsőludányban, 1794. január 31-én Esztergom-Királyvárosban.

## Műve
- Szent István, első keresztény magyar király, előbb az égben mintsem a földön ismeretes... Hirdette ezen sz. királynak jelen inneplése alkalmatosságával a bécsi nemes magyarságnak... Kis-Aszony havának 26. 1798. Bécs, 1798.